# Albanien
 For alternative betydninger, se Albanien (flertydig). (Se også artikler, som begynder med Albanien)
Albanien (albansk: Shqipëri/Shqipëria; gegisk: Shqipni/Shqipnia, Shqypni/Shqypnia), officielt Republikken Albanien (albansk: Republika e Shqipërisë, udtalt [ɾɛpuˈblika ɛ ʃcipəˈɾiːsə]), er en suveræn stat i Sydøsteuropa. Albanien er omgivet af Montenegro i nordvest, Kosovo i nordøst,Nordmakedonien i øst og Grækenland i syd og sydøst. Det har en kyst til Adriaterhavet i vest og sydvest. Landet er mindre end 72 kilometer fra Italien over Otrantostrædet, som forbinder Adriaterhavet til det Ioniske Hav. Det har et areal på 28.748 km2
(heraf 27.398 km² landareal) og et befolkningstal på ca. 2.811.655 (2023) indbyggere. For befolkningspyramider til 2100, se under Eksterne henvisninger.
Det moderne Albaniens område var i Antikken en del af de romerske provinser Dalmatia, Macedonia og Moesia Superior. Efter Det Osmanniske Riges kollaps i Europa ovenpå Balkankrigene, erklærede Albanien sig uafhængigt i 1912 og blev anerkendt det følgende år. Kongeriget Albanien blev invaderet af Italien i 1939, hvorefter landet blev en del af Større Albanien, før det blev et nazitysk protektorat i 1943. Det følgende år blev en socialistisk albansk stat i form af Folkerepublikken Albanien etableret under Enver Hoxha og Arbejderpartiet. Albanien gennemgik store og udbredte sociale og politiske transformationer i den kommunistiske æra, mens landet i stigende grad valgte at isolere sig fra størstedelen af omverdenen. I 1991 gik den socialistiske republik i opløsning, og den moderne stat, Republikken Albanien, blev etableret.
Albanien er en parlamentarisk republik. Landets hovedstad, Tirana, er dets finansielle og industrielle centrum med en befolkning på ca. 418.495(2011). Frie markedsreformer har åbnet landet op for udenlandske investeringer, især i udviklingen af energi- og transportinfrastruktur.
De mest dominerende økonomiske sektorer i Albanien er servicesektoren, efterfulgt af industrisektoren og landbrugssektoren. I 2023 bidrog servicesektoren med ca. 48 % af BNP, industrien med ca. 23 % og landbruget med ca. 16 %.
Servicesektoren udgør dermed den største del af den albanske økonomi, mens industrien tegner en betydelig andel og landbruget spiller en mindre rolle sammenlignet med tidligere år.
Albanien er medlem af FN, NATO, Organisationen for sikkerhed og samarbejde i Europa, Europarådet, Den Islamiske Samarbejdsorganisation og Verdenshandelsorganisationen. Det er et af de grundlæggende medlemmer af Energy Community, Organisationen for Økonomisk Samarbejde i Sortehavsområdet og Middelhavsunionen samt en officiel kandidat til medlemskab af EU.

## Etymologi
Navnet "Albanien" kommer fra det middelalderlatinske navn på landet, Albania (lokalt kaldes landet Shqipëri). Navnet "Albania" kan stamme fra den illyriske Albani-stamme, som Ptolemæus nævnte på et kort i 150 e.Kr., der viste byen Albanopolis nordøst for Durrës.
Navnet kan også være relateret til en middelalderlandsby kaldet Albanon og Arbanon, omend det er usikkert, hvorvidt der er tale om det samme sted. Den byzantinske historiker Michael Attaliates var omkring år 1080 den første til at beskrive Albanoi som havende været en del af et oprør mod Konstantinopel i 1043 og til at betegne Arbanitai som underlagt hertugen af Dyrrachium. I Middelalderen kaldte albanerne deres land for Arbëri eller Arbëni og sig selv for Arbëresh eller Arbënesh.
Tidligere end midten af 1600-tallet begyndte betegnelserne Shqipëri (landet) og Shqiptarë (befolkningen) at vinde udbredelse, og fra slutningen af det 17. til begyndelsen af det 18. århundrede erstattede de gradvist de ældre endonymer "Arbëria" og "Arbëreshë" blandt albansktalende befolkninger.
Moderne lingvistiske opfattelser, bl.a. formuleret af Gustav Meyer og senere albanologer såsom Demiraj, opfatter navnet som afledt af indoeuropæisk rodbetydning "shqip" (“at tale klart, forståeligt”), fra verbet "shqipoj". Den folkelige fortolkning som "ørnenes land" ("Shqipëri") og "ørnenes børn" (*Shqiptarë*) anses i forskningen typisk som mytologisk symbolik uden sproglig grundlag.

## Historie
Albaniens historie begynder i det 4. århundrede f.Kr. med de første græsk-romerske optegnelser om Illyrien. Det moderne territorium Albanien har ingen modpart i Antikken, da den består af dele af de romerske provinser Dalmatia (det sydlige Illyricum) og Macedonia (særligt Epirus Nova).

### Forhistorien
De første spor efter mennesker i Albanien kan dateres tilbage til mellemste og øvre palæolitikum, og blev fundet i landsbyen Xarrë, nær Sarandë og bjerget Dajti nær Tiranë. Blandt de genstande, der blev fundet i en grotte nær Xarrë, var flint- og jaspisobjekter samt fossile dyreknogler, mens der ved Dajti blev fundet knogler og stenværktøjer, der lignede Aurignacienkulturens. De palæolitiske fund i Albanien har stor lighed med de objekter fra samme æra, der er fundet ved Crvena Stijena i Montenegro og det nordvestlige Grækenland.

### Antikken
I Antikken blev det landområde, der i dag er Albanien, hovedsageligt beboet af en række illyriske stammer. Landområdet var kendt som Illyrien, og strakte sig omtrent fra området øst for Adriaterhavet til mundingen af Vjosë-floden i syd. Den første beskrivelse af de illyriske grupperinger stammer fra Periplus Ponti Euxini, en græsk tekst skrevet i midten af det 4. århundrede f.Kr. Ifølge Wilkes fremgår tidlige oplysninger om illyrierne i græske rejseberetninger og geografiske værker.
Blandt de mest magtfulde stammer i området var Ardiaei. Ardiaei-kongeriget nåede sin største udbredelse under Agron af Illyrien, søn af Pleuratos 2.. Agron herskede også over andre nærliggende stammer. Efter Agrons død i 230 f.Kr. arvede hans kone Teuta Ardiaei-riget. Teutas styrker fortsatte deres erobringer sydpå mod det Ioniske hav, hvor de besejrede de kombinerede akaiske og aitoliske flåder i slaget ved Paxos og erobrede øen Corcyra, hvilket satte dem i stand til at ramme de vigtige handelsruter mellem det græske fastland de græske byer i Italien. I 229 f.Kr. erklærede Rom krig mod Illyrien for deres udbredte plyndring af romerske skibe. Krigen endte med romersk sejr i 227 f.Kr.. Teuta blev senere efterfulgt af Gentius i 181 f.Kr. Gentius sloges med romerne i 168 f.Kr., hvilket blev starten på den tredje illyriske krig. Konflikten førte igen til romersk sejr, og Illyrien blev indlemmet i Romerriget i 167 f.Kr. Regionen blev opsplittet i tre administrative opdelinger.

### Middelalderen
Det landområde, der i dag kendes som Albanien, forblev under romersk (og senere byzantinsk) styre indtil slaverne løb det over ende fra det 7. århundrede og frem, hvorefter det blev erobret af det Bulgarske Rige i det 9. århundrede. Efter både det Byzantinske og Bulgarske Rige i midten og slutningen af det 13. århundrede, blev nogle dele af det, der i dag er Albanien, erobret af Storfyrstendømmet Serbien. De invaderende styrker ødelagde eller svækkede de fleste af de kulturelle centre fra romersk og byzantinsk tid.
Den albanske stats territoriale kerne blev dannet i middelalderen som Fyrstendømmet Arbër og kongeriget Albanien. Fyrstendømmet Arbër or Albanon (albansk): Arbër eller Arbëria, blev etableret af arkont Progon i regionen Krujë i ca. 1190. Progon, statens grundlægger, blev efterfulgt af sine sønner Gjin og Dhimitri. Efter Dhimiters død, som den sidste fra Progons familie, tilfaldt fyrstendømmet Grigor Kamona, og senere Golem, hvorefter det endelig gik i opløsning i 1255. Nogle historikere argumenterer for at Arbanon var den første skitse for en "albansk stat", og at det bevarede semi-autonom status som den vestlige yderlighed af et rige (under Doukai af Epirus elle Laskariderne fra Nikæa). Kongeriget Albanien blev etableret af Karl 1. af Sicilien ud af det albanske landområde som han erobrede fra Epirus-despotatet i 1271. Han udråbte sig selv til "Konge af Albanien" i februar 1272. Kongeriget strakte sig fra Durrës-regionen (dengang kendt som Dyrrhachium) mod syd langs kysten til Butrint. Efter kongerigets skabelse udgjorde den katolske politiske struktur et godt grundlag for pavens planer om at sprede katolicisme til Balkanhalvøen. Denne plan blev også støttet af Helene af Anjou, Karl 1.'s kusine, der på daværende tidspunkt herskede over landområder i det nordlige Albanien. I løbet af hendes tid blev der bygget omkring 30 katolske kirker og klostre i Nordalbanien og Serbien. I perioden 1331-1355 tilkæmpede det Serbiske Rige sig kontrol over Albanien. Efter selvsamme rige gik i opløsning, blev der oprettet flere albanske fyrstendømmer, hvoraf nogle af de mægtigste var Balsha, Thopia, Kastrioti, Muzaka og Arianiti. I første halvdel af det 14. århundrede invaderede det Osmanniske Rige det meste af Albanien, men i 1444 blev de albanske fyrstendømmer igen forenet som selvstændigt rige, denne gang under George Castrioti Skanderbeg, der normalt betragtes som Albaniens nationalhelt.

### Osmannisk Albanien
Da det Osmanniske Rige voksede frem i Sydøsteuropa, var det geopolitiske landskab i området kendetegnet ved spredte kongeriger bestående af små fyrstendømmer. Osmannerne ønskede kontrol med Albanien, som de så som et springbræt for en invasion af Italien og Vesteuropa, og opstillede i 1415 deres garnisoner i det sydlige Albanien. I 1431 havde de besat størstedelen af landet.
I 1443 udbrød et stort og længerevarende oprør under ledelse af Skanderbeg. Oprørerne besejrede i flere omgange store osmanniske hærenheder under ledelse af sultanerne Murad 2. og Mehmed 2.. Skanderbeg forenede de albanske prinser, og etablerede senere en centraliseret autoritet og blev hersker over Albanien. Han prøvede flere gange ihærdigt at oprette en europæisk koalition imod osmannerne, men uden større held, omend flere magter, såsom Napoli, Pavestaten, Venedig og Ragusa, støttede økonomisk og militært. Skanderbeg blev beundret i flere europæiske hoffer for sin evne til at tage kampen op med det, der på daværende tidspunkt var en af de mægtigste militære styrker på kontinentet. Oprøret ophørte ved Skanderbegs død i 1468, men det tog osmannerne yderligere ti år at tage alle albanske landområder tilbage fra oprørerne. Skanderbegs popularitet voksede mange århundreder senere - i 1800-tallet - som følge af at han blev anset som en folkehelt og en del af den albanske nationalidentitet.
Med tyrkernes ankomst, blev islam introduceret i Albanien som en tredje religion. Dette medførte en massiv udvandring af albanere til diverse kristne europæiske lande.
Sammen med bosniakkerne nød de muslimske albanere særdeles god status i det Osmanniske Rige, og var hovedsøjlerne i Højportens Balkan-politik.
Mange muslimske albanere udnyttede denne høje status til at skaffe sig vigtige administrative positioner, og over tyve storvisirer var eksempelvis af albansk oprindelse, heriblandt general Köprülü Mehmed Pasha, som senere kommanderede de osmanniske styrker under de osmannisk-persiske krige; general Köprülü Fazıl Ahmed, som ledte de osmanniske styrker under den Østrig-tyrkiske krig (1663–1664); og senere Muhammad Ali Pasha af Egypten.
I 1400-tallet, da det Osmanniske Rige var ved at blive fast forankret i regionen, blev de albanske byer organiseret i fire sanjakker. Styret søgte at fremme mere handel ved at tillade en større mængde jødiske flygtninge på flugt fra den spanske inkvisition at slå sig ned i regionen. Vlorë blev central for importerede handelsvarer såsom fløjl, bomuld, mohair, tæpper, krydderier og læder fra Bursa og Konstantinopel, og nogle af Vlorës borgere havde sågar handelsnetværk op igennem resten af Europa.
Albanerne kunne også findes i andre hjørner af det store rige, heriblandt i Irak, Egypten, Algeriet og langs Maghreb, i vigtige militære og administrative positioner. Dette skyldtes delvist Devşirme-systemet, hvorved kristne osmanneres drenge blev hvervet til staten i en ung alder. Islamiseringsprocessen var inkrementel, og startede fra osmannernes ankomst i det 14. århundrede. Timar-besiddere, der var en af hjørnestenene i osmannernes tidlige kontrol med Sydøsteuropa, var ikke nødvendigvis islamiske konvertitter, og gjorde af og til oprør. Størstedelen af den albanske befolkning blev dog gradvist konverteret til islam - en proces, der især voksede i 1600-tallet (for katolske albanere) og i 1700-tallet (for ortodokse albanere).
Til at begynde med skete islamiseringen kun i de større bycentre Elbasan og Shkoder, men efterhånden begyndte folk på landet også at tage den nye religion til sig. Folk konverterede af mange forskellige grunde, men manglen på kildemateriale gør at det generelt er svært at udpege motivationsgrunde.

### Nationalisme og Prizrenligaen
Prizrenligaen, officielt kendt som "League for the Defense of the Rights of the Albanian Nation", blev dannet den 1. juni 1878 i Prizren i det Osmanniske Rige. Oprindeligt havde Ligaen støtte fra osmanniske myndigheder og bæredygtede muslimsk solidaritet—den blev kendt som "Komiteti i Myslimanëve të Vërtetë" ("De sande muslimers komité") med støtte fra muslimske jordejere og embedsfolk nært knyttet til administrationen.
Kararname-dekretet blev udsendt den 18. juni 1878 og underskrevet af 47 muslimske repræsentanter fra bl.a. Kosovo, Dibra og Skopje. Dekretet proklamerede villighed til at forsvare det Osmanniske Riges territoriale integritet mod Serbien, Bulgarien og Montenegro "med alle midler".
Omkring 300 muslimer deltog i den indledende forsamling—inklusive delegerede fra Bosnien og mutasarrif (sanjakbey) fra Prizren, som repræsentanter for centralmyndighederne. Der var ingen repræsentanter fra Scutari Vilayet.
I begyndelsen var Ligaens platform baseret på religiøs loyalitet over for Osmannerriget, islamisk solidaritet og opretholdelsen af sharia-lovgivningen som fundament for det sociale og politiske liv.
Senere ændrede holdningen sig, især under indflydelse af Abdyl Frashëri, mod krav om autonomi og en fælles albansk identitet på tværs af religiøse skel.
Ligaens aktiviteter markerede begyndelsen på den albanske nationale opvågnen og lagde grunden til kampen for autonomi og senere uafhængighed (1912).

### Uafhængighed
Ved den albanske nationalkongres i Vlorë 28. november 1912 konstituerede deltagere den såkaldte "Kuvendi i Vlorës" (Vlorë‑forsamlingen), som proklamerede Albaniens uafhængighed og senere etablerede den provisoriske regering. Under sessionen den 4. december 1912 dannedes regeringen med ti medlemmer ledet af Ismail Qemali, som fungerede som leder indtil sin afgang 22. januar 1914. Samtidig oprettede forsamlingen et rådgivende organ kendt som Pleqësia (senatet), bestående af 18 medlemmer udpeget blandt de 83 kongresdelegerede.
Albaniens uafhængighed blev anerkendt ved Londonkonferencen 29. juli 1913, men optegnelsen af grænserne for det nyligt oprettede albanske fyrstendømme ignorerede dog de demografiske realiteter. Den Internationale Kontrolkommission blev etableret 15. oktober 1913 med hovedkvarter i Vlorë, for at håndtere administrationen af det nyligt oprettede Albanien indtil dets politiske institutioner fungerede ordentligt. Det Internationale Gendarmeri blev etableret som Fyrstendømmet Albaniens første retshåndhævende organ, og de første gendarmer ankom til Albanien i begyndelsen af november. Prins Wilhelm af Wied blev valgt som nationens første fyrste.
I november 1913 havde de pro-osmanniske albanske styrker tilbudt den albanske trone til den osmanniske krigsminister (af albansk oprindelse), Izzet Pasha. De pro-osmanniske bønder mente at det nye fyrstendømme var styret af de seks kristne stormagter og lokale jordejere, som ejede halvdelen af agerjorden. 
28. februar 1914 blev den Autonome Republik Nord-Epirus udråbt i Gjirokastër af den lokale græske befolkning i protest mod indlemmelse i Albanien. Dette initiativ var dog kortlivet, og i 1921 blev de sydlige provinser endegyldigt indlemmet i det albanske fyrstendømme. I mellemtiden var der udbrudt et oprør blandt de albanske bønder under ledelse af en gruppe muslimske gejstlige omkring Essad Pasha Toptani, som havde udråbt sig selv til at være både Albaniens og islams frelser. For at opnå støtte fra de katolske frivillige fra de nordlige bjerge i Mirdita, udpegede fyrst Wilhelm deres leder, Prênk Bibë Doda, til udenrigsminister. I maj og juni 1914 led det Internationale Gendarmeri sammen med Isa Boletini og hans, hovedsageligt kosovanske, mænd, og katolikkerne fra det nordlige Mirdita store nederlag i kampen mod oprørerne, som ved udgangen af august 1914 havde erobret størstedelen af det centrale Albanien. Fyrst Wilhelms regime kollapsede, og han selv flygtede i eksil 3. september 1914.

### Republik og overgang til monarki
Fyrst Wilhelms kortlivede fyrstendømme (1914-1925) blev fulgt af den første Albanske Republik (1925-1928). I 1925 blev den fire-mand-store formynderregering afskaffet og Ahmet Zogu blev valgt som præsident af den nyligt udråbte republik. Tirana blev officielt udråbt til landets permanente hovedstad. Zogu bedrev en autoritær og konservativ regeringsførelse, hvis hovedformål var at vedligeholde stabilitet og orden. Han blev i denne periode tvunget til at acceptere en samarbejdspolitik med Kongeriget Italien, og en pagt mellem de to lande blev underskrevet 20. januar 1925, hvorved Italien fik monopol på al fragt og handel.
Zogu udvidede gradvist sin autoritet, og i 1928 omdannede han republikken til Kongeriget Albanien (1928-1939) med ham selv som konge af Albanien. For at sikre yderligere muligheder for direkte kontrol med landet, lagde Zogu, der nu blev tituleret som "kong Zog 1.", stor vægt på konstruktion af nye veje og infrastruktur. Alle mandlige albanere over 16 år blev krævet at afgive ti dages gratis arbejdskraft til staten. Kong Zog forblev konservativ, men igangsatte dog visse reformer - eksempelvis blev den gamle tradition med at føje sin region til sit navn droppet i et forsøg på social modernisering, ligesom han også donerede land til internationale organisationer, der ønskede at bygge skoler og hospitaler. De væbnede styrker blev trænet af italienske instruktører, og som modvægt hertil beholdt Zog britiske officerer i det Internationale Gendarmeri på trods af stærkt italiensk pres for at få dem fjernet. Op igennem 1930'erne blev Kongeriget Albanien aktivt støttet af det italienske fascistiske regime, og de to lande nød generelt tætte relationer frem til Italiens pludselige invasion af Albanien i 1939.

### 2. verdenskrig
Efter den italienske invasion af Albanien blev landet sat op som et italiensk protektorat under den italienske konge Victor Emanuel 3.
Efter Aksemagternes invasion af Jugoslavien i april 1941 blev de dele af Jugoslavien, hvor der boede større mængder albanere, annekteret af Albanien: dette gjaldt størstedelen af Kosovo, såvel som det vestlige Makedonien, byen Tutin i det centrale Serbien og en stribe land i det østlige Montenegro. I november 1941 etablerede de små albanske kommunistgrupper et Albansk kommunistparti i Tirana med 130 medlemmer, under ledelse af Enver Hoxha og en 11-mand-stor Centralkomité. Partiet havde til at begynde med ikke bred appel, og selv dets ungdomsorganisation havde kun få rekrutter. Efter marts 1943 dannede den Nationale Befrielsesbevægelse sin første og anden bataljon, som efterfølgende blev brigader, og fungerede i modstandskamp sammen med andre, mindre modstandsenheder. Modstanden mod besættelsen voksede stærkt efterhånden som det blev tydeligt, at Italien var svækket militært. I slutningen af 1942 var der mellem 8.000 og 10.000 guerillakrigere i Albanien. Pr. sommeren 1943, da de italienske styrker gav op, var næsten hele landets bjergfyldte indre kontrolleret af modstandsfolk.
Efter Italiens kapitulation i 1943 besatte Nazityskland Albanien, og satte det op som klientstat. De nationalistiske Balli Kombetar, som havde kæmpet mod Italien, dannede en "neutral" regering i Tirana, og kæmpede side-om-side med tyskerne mod den kommunistisk-anførte Nationale Befrielsesbevægelse. Pr. januar 1944 havde de kommunistiske partisaner vundet kontrollen over en stor del af det sydlige Albanien, omend tyske angreb fortsat drev dem ud af andre områder. På Përmet-kongressen dannede den Nationale Befrielsesbevægelse et "Antifascistisk Råd for National Befrielse", som skulle fungere som Albaniens administration og lovgivende magt. Før udgangen af november 1944 havde størstedelen af de tyske tropper trukket sig tilbage fra Tirana, og kommunisterne erobrede byen. Partisanerne befriede de sidste dele af Albanien fra tysk besættelse 29. november 1944. I perioden herefter udspillede der sig et borgerkrigslignende scenarie i Albanien, hvor kommunister og nationalister fortsat lå i krig mod hinanden. De kommunistiske partisaner sendte styrker nordpå mod nationalisterne, og blev mødt af modstand i Nikaj-Mertur, Dukagjin og Kelmend (Kelmendi anført af Prek Cali). De kommunistiske partisaner endte som sejrherrer, og etablerede en socialistisk republik.

### Socialistisk Albanien
Efter befrielsen af Albanien fra nazisternes besættelse, blev landet en socialistisk stat i form af Folkerepublikken Albanien (omdøbt til "den Socialistiske Folkerepublik Albanien" i 1976), som blev ledet af Albaniens Arbejdets Parti og dets generalsekretær Enver Hoxha.
Landet var en satellitstat til Jugoslavien mellem 1944 og 1948, men allierede sig med Stalin efter, at Tito havde brudt med Sovjetunionen 1948. Landet blev medlem af FN i 1955.
Den socialistiske genopbygning af Albanien blev påbegyndt øjeblikkeligt efter monarkiets afskaffelse og indførelsen af folkerepublikken. I 1947 blev Albaniens første jernbanelinje færdigkonstrueret, og den anden blot otte måneder senere. Der blev vedtaget nye love om jordreform, som tildelte jorden til de arbejdere og bønder, der dyrkede den, landbrug blev kooperativt, og produktion voksede betragteligt indtil Albanien til sidst var selvforsynende udi landbrug. I 1955 var analfabetisme udryddet blandt landets voksne befolkning.
I samme periode blev Albanien industrialiseret og oplevede voldsom økonomisk vækst - den gennemsnitlige BNI  var således 29% højere end verdensgennemsnittet, og 56% højere end det europæiske gennemsnit. Albaniens socialistiske forfatning tillod ikke beskatning af individer; i stedet blev kooperativer og andre organisationer beskattet, hvilket havde mere eller mindre den samme effekt.
Hoxha-styrets anti-religiøsitet blev beskrevet kort og koncist i en formulering fra landets forfatning i 1976: "Staten anerkender ingen religion, og støtter og gennemfører ateistisk propaganda for at implantere et videnskabeligt materialistisk verdenssyn i folk."

### Religionsfrihed under socialismen
I Albanien under socialismen (efter 1945) blev religionsfriheden suspenderet. Alle former for offentlig gudsdyrkelse blev kriminaliseret, og religiøse ejendomme konfiskeret. Landbrugsreformen i august 1945 nationaliserede store dele af ejendomme tilhørende religiøse institutioner—herunder islamiske waqfs, klostre og bispedømmer.
I januar 1949 blev et dekret vedtaget, der krævede, at alle religiøse organisationer skulle godkendes og sanktioneres af staten – staten havde eksklusiv kontrol over alle aktiviteter, udnævnelser og forskrifter.
I 1967 vedtog regimet en lov (dekret nr. 4337) som forbød «fascistisk, religiøs, krigsmagende, antisocialistisk aktivitet og propaganda». Samme år erklærede Enver Hoxha formelt Albanien for «verdens første ateistiske stat». Ved udgangen af 1967 var alle landets ca. 2.169 religiøse steder – kirker, moskeer, tekker og klostre – blevet lukket ned, revet ned eller omdannet til ungdomscentre og lignende kulturformål.
På trods af det massive tvangsscenarie fortsatte mange albanere med at praktisere deres tro i det skjulte. Prædikener kunne straffes med fængsel i 3–10 år, og individer fanget med religiøse genstande blev idømt hårde straffe.
Efter Hoxhas død i 1985 forsøgte hans enke Nexhmije Hoxha at få den politiske magt, men blev udmanøvreret af den nye partileder, Ramiz Alia. I erkendelsen af behovet for decentralisering indledte han i 1987 en moderat reformkurs med en lempelse af den planøkonomiske politik, samtidig med at flere andre Østbloklande ligeledes gik i opløsning. Efter protester i 1989 samt yderligere reformer i 1990 gik Den Socialistiske Folkerepublik Albanien i opløsning i 1991-1992, og blev i stedet omdannet til Republikken Albanien. Albaniens Arbejdets Parti bevarede en højborg i parlamentet efter at være blevet valgt ind ved parlamentsvalget i 1991. I marts 1992, da privatiseringspolitikken havde medført økonomisk kollaps og sociale optøjer, vandt en ny koalition ført af det nye Albaniens Demokratiske Parti magten.
I de følgende år blev en stor del af landets rigdom investeret i pyramideforetagender i banksektoren, som blev støttet af landets regering. Pyramideforetagenderne blev udbredt til et sted mellem 20%-33% af landets befolkning. På trods af advarsler fra IMF i slutningen af 1996, forsvarede den daværende præsident Sali Berisha pyramideforetagenderne som blot værende store investeringsfirmaer, hvilket fik flere til at omdirigere deres pengeoverførsler og sælge deres hjem og kvæg for at kunne investere i pyramideforetagenderne. Pyramideforetagenderne brød endeligt sammen i slutningen af 1996, hvilket fik mange af investorerne til at afholde fredelige protester mod regeringen og kræve deres penge tilbage. Protesterne blev voldelige i februar 1997, da regeringsstyrkerne åbnede ild mod demonstranter. Måneden efter deserterede politistyrken og den Republikanske Garde, og efterlod ubevogtede våbenlagre, som øjeblikkeligt blev tømt af militser og kriminelle bander. Den resulterende krise skabte en bølge af evakueringer af udlændinge fra landet (såsom ved Operation Libelle og Operation Silver Wake) samt en strøm af flygtninge, hovedsageligt til Italien, Grækenland, Schweiz, Tyskland og USA.
Krisen førte til at premierminister Aleksandër Meksi gik af 11. marts 1997, og fulgt af præsident Sali Berisha, der trak sig i juli efter han forinden havde givet amnesti til en række fanger, heriblandt den fremtrædende socialistiske leder Fatos Nano. I mellemtiden, april 1997, ankom en fredsbevarende FN-styrke, anført af Italien, til landet i Operation Alba. Styrken havde to formål: at assistere med evakueringen af udlændinge og at sikre området for internationale organisationer – primært WEU og MAPE, som samarbejdede med regeringen om at restrukturere retssystem og politi. Optøjerne stilnede af efter Albaniens Socialistiske Parti vandt parlamentsvalget samme år, og den nyligt løsladte Fatos Nano blev ny premierminister.
I september 1998 udbrød der voldelige uroligheder i landet efter attentatet på den fremtrædende demokratiske politiker Azem Hajdari, og under hans begravelse forsøgte bevæbnede grupper kupforsøg mod regeringen - kupforsøget slog fejl, men premierminister Nano måtte flygte og trak sig kort efter som premierminister. Han blev efterfulgt af Pandeli Majko på posten. Samme år, og især året efter, blev landet voldsomt påvirket af Operation Allied Force i nabolandet Jugoslavien, da et stort antal albanere flygtede fra Kosovo til Albanien.

## Geografi
Albanien har et samlet areal på 28.748 km2
. Det ligger mellem breddegraderne 39° og 43° N, samt mellem længdegraderne 19° og 21° Ø (et lille område ligger øst for 21° Ø). Albaniens kystlinje er 476 km lang og strækker sig langs Adriaterhavet og det Ioniske Hav. Det vestlige lavland grænser op til Adriaterhavet.
70% af landet er bjerge, og ofte utilgængeligt udefra - det højeste bjerg er Korab, der ligger i det tidligere Dibër og er op imod 2764 moh. Kystklimaet er typisk Middelhavsklima med milde, våde vintre og varme, solbeskinnede og tørre somre.
Længere inde i landet afhænger klimaet meget af højde, men de områder der ligger mere end 1.500 m over havoverfladen er om vinteren særdeles kolde og ofte snefyldte, hvilket somme tider kan vare ved ind i foråret.
Udover hovedstaden Tirana, som har 420.000 indbyggere, er de centrale byer i landet Durrës, Korçë, Elbasan, Shkodër, Gjirokastër, Vlorë og Kukës.
De tre største og dybeste tektoniske søer på Balkanhalvøen ligger alle delvist i Albanien. Shkodër-søen i nordvest har en overflade på mellem 370 km2 og 530 km2, hvoraf en tredjedel tilhører Albanien og resten Montenegro. Ohrid-søen ligger i landets sydøstlige del, og deles mellem Albanien og Nordmakedonien. Den har en maksimal dybde på 289 meter og er hjem for en række unikke dyr og planter, heriblandt levende fossiler og mange endemiske arter. På grund af dens naturmæssige og historiske værdi er Ohrid-søen beskyttet af UNESCO. Sidst er også Butrinti-søen, som er en lille tektonisk sø i nationalparken Butrint.

### Klima
Klimaet i Albanien udviser stor variation, hvilket skyldes forskelle i breddegrad, højde og afstand til havet.
Kystområderne har et Middelhavsklima, mens det indre højland har et kontinentalt klima. Ifølge Köppens klimaklassifikation spænder landet over fem klimazoner: fra middelhavsklima og fugtigt subtropisk klima i vest til oceanisk klima, fugtigt kontinentalt klima og endda subarktisk klima i bjergene mod øst.
De varmeste områder er langs Albaniens Adriaterhavskyst og Albaniens Joniske Havkyst, mens de koldeste findes i de nordlige og østlige egne, særligt omkring De albanske alper og Korab-bjergene.

## Biodiversitet

### Økologi og økoregioner
Albanien er et af Europas vigtigste biodiversitetshotspots med en bemærkelsesværdig rig og varieret flora og fauna. Landets strategiske placering i det centrale Middelhav, kombineret med stor variation i klima, geologi og hydrologi, skaber gunstige forhold for både terrestriske og akvatiske økosystemer.
Plantegeografisk tilhører landet både den boreale og mediterrane region, og det omfatter fire store økologiske zoner: Illyriske løvskove, Balkanske blandingsskove, Pindusbjergenes blandingsskove og Dinariske blandingsskove.

### Flora
Der er registreret over 3.250 plantearter i Albanien, heraf 27 endemiske og omkring 160 subendemiske vaskulære planter — svarende til cirka 30 % af hele Europas plantearter. Omkring 300 arter anvendes traditionelt i medicin og urteterapi.
Kystområder og lavland domineres af middelhavsvegetation som maki, mens ege- og løvskove dækker højere terræn. Over 1800 meters højde findes skove af sort-fyr (Pinus nigra), bøg (Fagus spp.) og ædelgran (Abies spp.), afløst af alpine græssletter.

### Fauna
Albaniens fauna er ligeledes rig med omkring 760 registrerede hvirveldyrarter, herunder mere end 350 fuglearter, 330 fiskearter og 80 pattedyrarter.
Store pattedyr som brun bjørn (Ursus arctos), grå ulv (Canis lupus), gemse (Rupicapra rupicapra) og vildsvin (Sus scrofa) lever fortsat i landets skove og bjerge. Balkanlos (Lynx lynx balcanicus) — en kritisk truet underart — menes kun at tælle 15–20 individer i Albanien.
Yderligere arter inkluderer vildkat (Felis silvestris), rød ræv (Vulpes vulpes), guldsjakal (Canis aureus), skovmår (Martes martes) og ilder (Mustela putorius).
Rovfugle som ådselsgrib (Gyps fulvus) og kongeørn (Aquila chrysaetos) er udbredte, især i bjergrige områder med lav menneskelig aktivitet.

### Nationalsymbol
Kongeørnen er Albaniens nationaldyr og optræder i det nationale våbenskjold. Fuglen har dybe rødder i albansk folklore og heraldik og symboliserer mod og frihed.

### Vådområder og havområder
Landets søer, laguner og vådområder — især i Divjakë-Karavasta Nationalpark og Butrint — er vigtige levesteder for vandfugle som krøltoppet pelikan (Pelecanus crispus), dværgskarv (Microcarbo pygmaeus) og flamingoer.
Kystområderne og det adriatiske og Joniske Hav rummer desuden kritisk vigtige habitater for havskildpadder som caretta caretta og karette, samt den stærkt truede middelhavsmunkesæl (Monachus monachus).

## Politik og regering
Den albanske republik er et parlamentarisk demokrati, etableret under en forfatning, der blev vedtaget i 1998 og siden har gennemgået flere ændringer.
Der afholdes valg hvert fjerde år til den 140-sæder-store etkammer-forsamling. Ved det seneste parlamentsvalg i april 2021 opnåede Partia Socialiste en klar sejr og dannede regering med Edi Rama som premierminister, en post han har haft siden september 2013.
Den nuværende præsident, Bajram Begaj, blev valgt af parlamentet i juli 2022 for en femårig periode. Han efterfulgte Ilir Meta, som var præsident fra 2017 til 2022.
Albanien har et flerpartisystem, hvor Partia Socialiste e Shqipërisë og Partia Demokratike e Shqipërisë traditionelt har været de dominerende partier. Ved valget i 2021 stillede over 30 partier op, og de to store partier modtog tilsammen over 85 % af stemmerne.
Ud over de store partier spiller mindre partier som Lëvizja Socialiste për Integrim (LSI), Partia Agrare Ambientaliste og Partia Demokristiane e Shqipërisë en rolle i koalitionsdannelser og i at påvirke politiske beslutninger.

### Politisk reform og retsvæsen
Siden 2016 har Albanien gennemført omfattende retsreformer for at styrke retssystemet og bekæmpe korruption, hvilket også har været et krav fra EU i forbindelse med medlemskabsforhandlingerne.
Reformen har inkluderet uafhængighed for domstolene, oprettelse af en ny retsinstans kaldet "Special Anti-Corruption Court" og screening af dommere og anklagere for tidligere korruption eller kriminel adfærd.
Disse reformer har forbedret Albaniens internationale omdømme og fremmet landets EU-integrationsproces, selvom udfordringer fortsat findes i form af politisk indblanding og implementering.

### Euro-Atlantisk integration
Albaniens Euro-Atlantiske integration har været et centralt mål for alle regeringer efter kommunismens fald. Albanien blev medlem af NATO i april 2009 sammen med Kroatien.
Albanien er siden 2014 officielt kandidatland til EU-medlemskab, og medlemskabsforhandlingerne pågår stadig. EU har prioriteret Albaniens reformindsats, især inden for retsvæsen, bekæmpelse af korruption og pressefrihed.

### Udøvende magt
Albaniens statsoverhoved er republikkens præsident, som vælges af parlamentet for en periode på fem år via hemmelig afstemning. Ifølge artikel 25 i forfatningen skal valget ske med mindst to kandidater og kræver en kvalificeret majoritet på to tredjedele af parlamentets medlemmer i første runde. Hvis denne ikke opnås, føres en anden afstemning, hvor præsidenten kan vælges med simpelt flertal (dvs. absolut majoritet = 50 %+1 stemme) blandt samtlige medlemmer.
Præsidenten har repræsentative og visse konstitutionelle beføjelser, herunder at sikre forfatningens overholdelse, være øverstkommanderende for de væbnede styrker, udpege premierministeren samt opløse parlamentet under visse betingelser.
Den udøvende magt udøves af ministerrådet (kabinettet), hvor premierministeren er formand. Premierministeren udpeges af præsidenten efter parlamentarisk valg og skal have parlamentets tillid. Ministre udpeges på premierministerens anbefaling og godkendes af parlamentet.
| Præsident       | Bajram Begaj | uafhængig (tidligere militærchef) | 4. juli 2022       |
| Premierminister | Edi Rama     | PS                                | 15. september 2013 |

### Lovgivende magt
Republikken Albaniens Forsamling (Kuvendi i Republikës së Shqipërisë) er Albaniens lovgivende magt. Det består af 140 medlemmer, som vælges gennem et liste-proportionelt repræsentationssystem senest hvert fjerde år. Forsamlingens formand, som har to viceformænd, leder den. Der findes 15 permanente kommissioner eller komitéer.
Forsamlingen har magten til at beslutte hvilken retning inden- og udenrigspolitik skal bevæge sig i; godkende eller føje til forfatningen; erklære krig; ratificere eller annullere internationale traktater; vælge republikkens præsident, højesteret, rigsadvokaten samt hans stedfortrædere; samt kontrollere statsligt tv- og radio, statslige nyhedstjenester og andre officielle media.

#### Ombudsmand
Den danske ombudsmand har – i forbindelse med ydelse af dansk overgangsbistand – rådgivet Albanien med etableringen af en tilsvarende institution. Den albanske ombudsmand betegnes som Folkets Advokat.

### EU-optagelse
Albanien anmodede formelt om medlemskab af Den Europæiske Union den 28. april 2009. Landet opnåede officiel kandidatstatus i juni 2014, og optagelsesforhandlingerne blev formelt åbnet i juli 2022. Optagelsesprocessen indebærer, at Albanien gennemfører en række krav og protokoller, som sikrer, at landet opfylder EU’s standarder for demokrati, retsstatsprincipper, menneskerettigheder, økonomi og administration.
De væsentligste områder, hvor Albanien stadig mangler at opfylde EU’s krav, omfatter især:
Retsstatsreform: Albanien skal fuldføre vettingprocessen af dommere og anklagere for at sikre en uafhængig og effektiv retsstat. Vettingprocessen, der blev indledt som led i den brede retsreform i 2016, indebærer en systematisk vurdering af alle dommeres og anklageres formueforhold, etiske integritet og faglige kompetencer. Formålet er at fjerne embedsmænd, der er involveret i korruption eller ikke kan redegøre for deres aktiver, og dermed genetablere tilliden til retssystemet. Reformen er blevet kaldt både radikal og nødvendig, men har også ført til store personalemæssige omvæltninger i domstolene.
Bekæmpelse af korruption: Landet skal intensivere indsatsen mod korruption, især på højt politisk niveau.
Organiseret kriminalitet: Forbedring af kampen mod organiseret kriminalitet som narkotikasmugling og menneskehandel er nødvendig.
Mediefrihed og civilsamfund: Der skal sikres bedre beskyttelse af pressefrihed og øget åbenhed for civilsamfundets deltagelse i den politiske proces.
På trods af landets betydelige fremskridt og politiske vilje til reformer vurderer EU-Kommissionen, at Albanien tidligst kan blive fuldt medlem af EU i slutningen af 2020’erne eller begyndelsen af 2030’erne, afhængigt af hvor hurtigt og effektivt landet gennemfører de nødvendige reformer, og EU’s egne beslutninger om udvidelsespolitikken.

### Administrative opdelinger
Albanien er opdelet i 12 administrative præfekturer (albansk: qark eller prefekturë). Siden juni 2015 er disse præfekturer yderligere opdelt i 61 kommuner (albansk: bashki). Præfekturene var tidligere opdelt i 36 distrikter (albansk: rreth), der dog blev opløst i 2000. Regeringen introducerede en ny administrativ opdeling, der skulle implementeres i 2015, hvorved kommunerne blev reduceret til de nuværende 61, mens landdistrikterne kaldet komuna blev afskaffet. De afskaffede kommuner vil i stedet blive kaldt "nabolag" eller "landsbyer" (albansk: Lagje / Fshat). Der findes i alt 2980 landsbyer/fællesskab (albansk: fshat) i Albanien, der tidligere var kendt som "lokaliteter" (albansk: lokalitete). Kommunerne er det første niveau af lokal forvaltning, og ansvarlige for lokale behov og lovhåndhævelse.
Som en del af reformen blev de store bycentre i Albanien fysisk ombygget, og facaderne blev malet til at give et mere middelhavslignende udseende.

### Væbnede styrker
De væbnede albanske styrker (Forcat e Armatosura të Shqipërisë) blev oprettet efter Albaniens uafhængighed i 1912. Efter sammenlægninger og nedskæringer i løbet af de sidste årtier har de i dag et personelantal på ca. 8.000 aktive soldater (2025).
Albaniens militær er i dag professionelt og fuldt frivilligt uden værnepligt, som blev afskaffet i 2010.
De væbnede styrker består af Generalstaben, Albaniens landstyrker (Forca Tokësore), Albaniens luftvåben (Forca Ajrore) og Albaniens flådestyrker (Forca Detare). Der er fortsat fokus på modernisering og interoperabilitet med NATO, med investeringer i nyere våben og udstyr gennem internationale samarbejder.
Militærudgifterne ligger stabilt omkring 1,3-1,5 % af bruttonationalproduktet (2023-2025), i overensstemmelse med NATO-standarder for medlemslande.
Albaniens væbnede styrker deltager aktivt i NATO-operationer og internationale missioner, herunder fredsbevarende operationer i Kosovo (KFOR) og Afghanistan samt NATO’s Operation Sea Guardian i Middelhavet.
I de sidste årtier har Albanien udfaset ældre militært udstyr, som kampvogne og sovjet- og kinesiskproducerede luftværnssystemer (SAM), til fordel for vestligt materiel, herunder moderne kampvogne, pansrede køretøjer og luftforsvarssystemer i samarbejde med NATO og EU-lande.
Albanien blev officielt inviteret til NATO-medlemskab 3. april 2008 og blev fuldgyldigt medlem den 1. april 2009.

## Retsvæsen
Det albanske retsvæsen har gennemgået markante forandringer siden kommunismens fald. Systemet er opdelt i tre niveauer: førstinstansretter, appeldomstole og højesteret. Derudover findes en forfatningsdomstol, der afgør sager om forfatningsmæssighed. Retsvæsenet har længe været præget af ineffektivitet og korruption, hvilket har ført til udbredt mistillid blandt borgerne.
Landet har en forholdsvis høj mordrate, og har især problemer med blodhævn i øde områder i landets nordlige del, samt vold i nære relationer. I 2014 blev det anslået, at omkring 3000 albanske familier på det tidspunkt var involveret i blodfejder, og at dette siden den socialistiske republiks fald havde ført til mere end 10.000 menneskers død.

### Retsreform (2016–)
En omfattende retsreform blev indledt i 2016 med støtte fra EU og USA. Formålet var at sikre domstolenes uafhængighed, fjerne korrupte embedsmænd og styrke kampen mod organiseret kriminalitet. Reformen omfattede ændringer i forfatningen, mere end 40 nye love og oprettelsen af flere nye institutioner – herunder det særlige anklagekontor mod korruption og organiseret kriminalitet (SPAK) og specialdomstole.

#### Baggrund og årsager
Albaniens retsvæsen har historisk været svagt og ineffektivt, præget af udbredt korruption og politisk indblanding. Dette underminerede retsstatens grundprincipper og skabte store udfordringer i kampen mod organiseret kriminalitet, herunder mafia- og narkotikahandel.

#### Hovedpunkter i reformen
- Grundlovsændringer, der sikrer domstolenes uafhængighed.[137]
- Etablering af Den Høje Revisionsret og Den Høje Juridiske Råd som uafhængige institutioner.[138]
- Oprettelse af Specialanklagekontoret mod Korruption og Organiseret Kriminalitet (SPAK), med mandat til at efterforske og retsforfølge højtstående embedsmænd.[139]
- Indførelse af omfattende screeningsprocedurer for dommere og anklagere, herunder baggrundstjek og vurdering af integritet og formåen.[140]
- Forbedring af domstolenes administration og sagsbehandlingstid gennem digitalisering og kapacitetsopbygning.[141]

#### Resultater og udfordringer
Reformen har ført til fjernelse af mange korrupte dommere og anklagere, og der er blevet retsforfulgt flere højtprofilerede sager. Samtidig har det styrkede institutionelle setup øget retssystemets uafhængighed og tillid i befolkningen.
Dog er reformprocessen fortsat udfordret af politisk pres, begrænsede ressourcer og modstand fra dele af det etablerede system. Blodhævn og vold i visse egne af landet udgør fortsat en sikkerhedsudfordring, som komplicerer den fulde implementering af retsstatens principper.

## Økonomi
Albanien har i de seneste år oplevet stabil økonomisk vækst og gradvise forbedringer i levestandarden, men landet er fortsat blandt de fattigste i Europa målt på BNP pr. indbygger. Økonomien er præget af tjenesteydelser, landbrug og udvandring, hvor pengeoverførsler fra udlandet spiller en vigtig rolle.
Siden 2000 har Albanien haft en generelt positiv økonomisk vækst, trods tilbageslag som den globale finanskrise og COVID-19-pandemien. Den gennemsnitlige årlige vækstrate i BNP har ligget mellem 3–4 % de seneste år. Inflationen er fortsat moderat og lå på omkring 1,9 % i april 2025, mens arbejdsløsheden samme år blev anslået til ca. 10 %.

### Pengeoverførsler fra udlandet
Pengeoverførsler fra albanere i udlandet udgør en betydelig del af landets økonomi. Ifølge Verdensbanken modtog Albanien i 2023 over 1,3 milliarder USD i remitteringer, svarende til ca. 8 % af BNP. Overførslerne kommer primært fra Albanere bosat i Grækenland, Italien, Tyskland og USA og bidrager væsentligt til husholdningernes forbrug og investeringer i bolig og uddannelse.

### Lek (valuta)
Lek (albansk: leku shqiptar, flertal: lekë; valutakode ALL, symbol L) er Albaniens officielle valuta og har været i omløb siden den 16. februar 1926. Valutaen udstedes af Banka e Shqipërisë (Albaniens nationalbank), der har eneret på udstedelse af mønter og sedler i landet.
Navnet lek stammer fra "Leka", den albanske version af Alexander den Store, som tidligere har været afbildet på albanske mønter.
Valutaen var tidligere opdelt i 100 qindarka (ental: qindarkë), men denne underenhed anvendes ikke længere i praksis. Inflationen i Albanien blev målt til ca. 1,9 % i april 2025.
De mest anvendte mønter er 5, 10, 20, 50 og 100 lekë. En 1-lek mønt findes, men bruges sjældent. Af sedler er 200, 500, 1.000, 2.000 og 5.000 lekë mest almindelige. Der findes også 100 og 10.000 lekë-sedler, men de cirkulerer i mindre grad.

### Valutakurs
Albanien anvender valutaen lek (ALL) som ikke bundet til euroen eller andre valutaer, og kursen bestemmes frit af markedet. Kursen over for euro har historisk været relativt stabil med mindre udsving. I juli 2025 lå vekselkursen på omkring 100,5 lek pr. euro, hvilket er et rekordstærkt niveau for den albanske valuta.
Kursen kan svinge afhængigt af markedet og økonomiske forhold i Albanien og eurozonen.

## Landbrug
Albaniens landbrug er en vigtig del af økonomien og beskæftiger omkring en fjerdedel af befolkningen. De vigtigste produkter omfatter kartofler, tomater, majs, hvede og løg. Landet producerer også betydelige mængder frugt såsom æbler, appelsiner, citroner, abrikoser, ferskner, kirsebær, figen og blommer. Derudover produceres honning, kød, mejeriprodukter, lægeplanter og aromatiske planter.
Albanien er en verdensomspændende vigtig producent af salvie, rosmarin og gul ensian.

## Vinproduktion
Albanien har en lang tradition for vinproduktion, og regionen var et af de få steder i Europa, hvor vilde vinstokke overlevede den sidste istid. Dette har medvirket til, at landet har en af de ældste dokumenterede vintraditioner i Europa. De ældste fundne frø i regionen er mellem 4.000 og 6.000 år gamle.
I 2009 producerede landet anslået 17.500 ton vin.
Ifølge de nyeste tal fra Food and Agriculture Organization (FAO) steg vinproduktionen i Albanien til omkring 25.000 ton i 2023. Denne stigning skyldes øget investering i vinmarker og modernisering af produktionsteknikker i vinregionerne, særligt i områderne omkring Tirana, Shkodra og Fier.
Vinindustrien i Albanien arbejder samtidig på at øge kvaliteten og eksportpotentialet, og flere lokale vine har vundet international anerkendelse i de seneste år.

### Historiske aspekter
Vinproduktionen i Albanien kan spores tilbage til oldtiden, hvor illyrerne, forfædrene til dagens albanere, dyrkede vin som en vigtig del af deres landbrug og kultur. Regionen var kendt for sine mange vinmarker under det romerske rige, hvor albansk vin blev eksporteret til andre dele af imperiet.
Under det osmanniske rige blev vinproduktionen begrænset, men ikke helt udryddet, og vin blev primært produceret til lokale markeder og religiøse ceremonier.
I det 20. århundrede, især under det kommunistiske styre (1944–1991), blev vinproduktionen centraliseret og industrialiseret, hvilket øgede mængden men ofte på bekostning af kvaliteten.
Efter kommunismens fald begyndte en gradvis modernisering, og siden 2000'erne har fokus været på kvalitetsforbedringer og international markedsføring.

### Druesorter
Albanien dyrker en række både lokale og internationale druesorter, der trives godt i landets varierende klima og jordbund.
De vigtigste lokale røde druesorter inkluderer:
- Kallmet – En traditionel rød drue kendt for sine frugtige og krydrede vine.
- Shesh i Zi – En af de ældste albanske druesorter, som giver fyldige og aromatiske vine.
- Vlosh – En mindre udbredt drue, der bruges til både rød- og rosévin.

Blandt de lokale hvide druesorter er:
- Shesh i Bardhë – En hvid drue, der producerer friske og frugtagtige vine.
- Serinë – Anvendes til både tørre og søde vine.

Derudover dyrkes internationale sorter som Cabernet Sauvignon, Merlot, Chardonnay og Sauvignon Blanc, som bliver brugt til at skabe blends og moderne vine, der appellerer til eksportmarkederne.
Vinproducenter i Albanien arbejder på at fremme de lokale sorter, der har unikke smagsprofiler, og som kan differentiere albanske vine internationalt.

## Fiskeri
Albanien har kystlinjer mod både Det Ioniske Hav og Adriaterhavet, hvilket giver gode betingelser for et rigt marint økosystem. Fiskeriet er dog stadig relativt underudviklet, men vurderes at have betydeligt potentiale ifølge Verdensbanken og økonomer fra Den Europæiske Union.
Fisk og skaldyr såsom karpe, ørred, havaborre, muslinger og forskellige krebsdyr findes langs kysterne. Priserne i nærliggende markeder som Grækenland og Italien er mange gange højere end de lokale, hvilket giver muligheder for eksportvækst.
Ifølge FAO fangede Albanien i 2021 omkring 12.000 tons fisk fra havet og 2.500 tons fra ferskvandsopdræt.

### Minedrift
Albanien producerede 920.000 tons krommalm i 2023. Der er 236 aktive licenser og de fleste minebrud, hvor man udvinder krom ligger i det nordøstlige Albanien – især i Bulqizë og Kukës. Selv om mange klassiske underjordiske miner er lukkede, er området stadig aktivt med nye projekter og investeringer, især under selskabet AlbChrome. Produktionen af krom er Albaniens vigtigste minedrift i dag.
Der blev produceret 476.000 ton kul i 2023.
Der har tidligere været produceret kobbermalm og nikkelmalm i Albanien, men produktionen er nu ophørt.
Albanien har geologisk potentiale for sjældne jordarter, især som biprodukt i nikkel-laterit og bauxitområder, men ingen aktive REE-miner i dag. Der er stigende international interesse for at efterforske nye europæiske REE-kilder, så Albanien kan blive relevant fremover, især hvis markedspriserne stiger og teknologien forbedres.

### Bank, Forsikring og Telekommunikation
Albanien har gennemgået betydelige reformer inden for bank- og finanssektoren siden 1990'erne, hvilket har styrket landets økonomi og finansielle stabilitet. Landets banksystem består af en centralbank, Banka e Shqipërisë, samt flere kommercielle banker, hvor de største inkluderer Raiffeisen Bank, Intesa Sanpaolo Bank Albania og Banka Kombëtare Tregtare.
Banksektoren er underlagt streng regulering og tilsyn for at sikre finansiel stabilitet og beskytte indskydere. Kreditmarkedet har udvidet sig markant, og digital bankservice er blevet mere udbredt.
Forsikringssektoren i Albanien er også i vækst, med flere lokale og internationale forsikringsselskaber, der tilbyder produkter inden for livs-, skade- og sundhedsforsikring. Sektoren er reguleret af Albanias Forsikringstilsyn (Autoriteti i Mbikëqyrjes së Sigurimeve) med fokus på at øge forbrugertilliden og udvikle markedet yderligere.
Telekommunikationsmarkedet i Albanien har oplevet betydelig vækst og modernisering i de seneste år. De største operatører inkluderer ALBtelecom, Vodafone Albania og Telekom Albania, som tilbyder mobiltelefoni, internet og TV-tjenester til private og erhvervskunder. Mobilpenetrationen er høj, og bredbåndsinfrastrukturen udbygges løbende for at understøtte digitalisering og økonomisk udvikling.
Sektorerne bank, forsikring og telekommunikation spiller en vigtig rolle i Albaniens fortsatte økonomiske vækst og integration i internationale markeder.

## Energi
På grund af sin beliggenhed og sine naturressourcer har Albanien en bred vifte af energiressourcer lige fra gas, olie og kul til vindenergi, solenergi, vandkraft og andre vedvarende energikilder.

### Elforsyning
Det albanske elsystem er stærkt afhængigt af vandkraft, som i 2023 udgør 99% af den installerede kapacitet (2.493 MW), heraf 2.168 MW fra store anlæg og 325 MW fra små. Solceller står for 1% (23 MW) af kapaciteten.

Elproduktionen svinger på grund af afhængigheden af vandkraft og nedbør. I 2023 var den samlede nettoproduktion 8.796 GWh: 58% fra offentlige vandkraftværker, 41% fra private vandkraftværker og 1 % fra solenergi. Importen af el faldt til 1.922 GWh, mens eksporten af el steg til 2.842 GWh, hvilket gav en nettoeksport på 920 GWh (mod -921 GWh i 2022).
Der var et tab i transmissionen på 1.655 GWh (13,3 % af produktionen). Elforbruget var ligeligt fordelt mellem private husholdninger (3.117 GWh) og erhverv (3.104 Gwh).
Klimaændringer forventes at medføre en stigende risiko for tørke og oversvømmelser i floder, og begge årsager kan påvirke forsyningssikkerheden i elproduktionen. Regeringens mål er at fremme brugen af solenergi og vindenergi og andre vedvarende kilder for at imødegå disse udfordringer. 
I det nordlige Albanien har floden Drin tre vandkraftværker, herunder Fierza (1978), Koman (1986) og Vau i Dejës (1975). Et fjerde vandkraftværk er planlagt i Skavica.
Langs floden Devoll i det sydlige Albanien ligger kraftværkerne Banjë (2016) og Moglicë (2020). Begge bygget og ejet af norske Statkraft.

### Olieproduktion
Albaniens olieproduktion har spillet en væsentlig rolle i landets økonomi og energiforsyning siden begyndelsen af 1900-tallet. Landet har betydelige oliereserver, især i de sydlige og centrale egne, og olieindustrien udgør fortsat en vigtig del af energisektoren og eksportindtægterne.
Olie blev første gang opdaget i Albanien i 1918 i området omkring Kuçova. Systematisk olieudvinding begyndte i 1920'erne, og i 1930'erne var Albanien blandt de første lande i Europa til at udvikle en national olieindustri. Under det kommunistiske styre (1946–1990) blev olieproduktionen nationaliseret og udvidet, især i områder som Patos-Marinza og Kuçova.
Efter kommunismens fald i 1990 blev sektoren liberaliseret, og udenlandske virksomheder fik adgang til at investere i efterforskning og produktion.
Olieudvindingen har rejst miljømæssige bekymringer, især i områder som Patos-Marinza, hvor tung råolie og ældre teknologier har medført forurening af jord og grundvand. Albaniens regering har i de seneste år forsøgt at stramme miljøkravene og forbedret overvågningen af sektoren.

#### Produktion
Olieproduktionen i Albanien har svinget betydeligt i løbet af de seneste årtier. I 1974 nåede landet et historisk højdepunkt med over 2 millioner ton årlig produktion. Efter kommunismens sammenbrud faldt produktionen markant, men steg igen i 2000’erne takket være udenlandske investeringer.
Albanien producerede 642.000 ton råolie i 2023. Det var fald på 2% i forhold til året før.
Bankers Petroleum Albania Ltd, der siden 2016 er ejet af det kinesiske selskab Geo-Jade Petroleum, producerede omkring 90% mens det statsejede selskab Albpetrol producerede 69.000 ton.
Hovedparten af den producerede råolie eksporteres, da Albaniens eneste olieraffinaderi er Bitex ved Elbasan. De producerer bitumen til asfalt og halvfabrikata til andre olieraffinaderier.  I 2023 modtog de 172.000 tons råolie.

#### Oliefelter
De mest betydningsfulde oliefelter i Albanien omfatter:
- Patos-Marinza-feltet, 10 km øst for Fier, er det største landbaserede oliefelt i Europa med tung råolie.
- Kuçova-feltet, 15 km nord for Berat, er et ældre oliefelt med betydelig historisk betydning.
- Ballsh og Cakran, 25 km sydøst for Fier, er mindre men produktive oliefelter.

## Transport
Transportsektoren i Albanien varetages af Ministeriet for Infrastruktur og Energi.

### Veje
Den Albanske Vejmyndighed (albansk: Autoriteti Rrugor Shqiptar, forkortet ARRSH) er en statslig institution med ansvar for planlægning, anlæg, vedligeholdelse og forvaltning af motorveje og nationale veje i Albanien. ARRSH opererer under Infrastruktur- og energiministeriet (Albanien) og håndterer både eksisterende vejstrækninger og nye projekter, herunder delstrækninger af de paneuropæiske korridorer.

#### Motorvejsnettet i Albanien
Albaniens motorvejsnet er under løbende udbygning og modernisering. De vigtigste motorveje inkluderer:

##### Autostrada 1 (A1)
A1-motorvejen (Albanien), også kendt som Rruga e Kombit (Nationens Vej, SH 10), er Albanien’s længste og vigtigste motorvej. Den forbinder Durrës ved Adriaterhavet med Morinë ved grænsen til Kosovo og indgår i forbindelsen til Pristina og videre mod Paneuropæisk korridor X i Serbien.
En central del af infrastrukturen er den nye Drini-bro ved Kukës. Broen, som spænder over Drin-floden, blev indviet den 4. november 2024. Den har en samlet længde på cirka 310 meter, hvor hovedspændet udgør 270 meter, og den har en højde på 55 meter. Konstruktionen er en buebro. Broen er bygget i vejrbestandigt stål og beton og erstattede et ældre broparti fra 1978. Projektet kostede omkring 40 millioner euro.
A1 har været betalingsvej siden marts 2018, med etablering af den første betalingsstation ved Kalimash-tunnelen, 34 km inden grænsen til Kosovo. Både private og offentlige brugere betaler typisk €5 for personbiler.

##### Autostrada 2 (A2)
A2-motorvejen (Albanien) er ca. 46 km lang og forbinder Fier med Vlorë. Den indgår i den større Adriatisk–Joniske korridor og i Paneuropæisk korridor VIII. A2 forventes konverteret til betalingsvej senest i 2026.

##### Autostrada 3 (A3)
A3-motorvejen (Albanien) forbinder hovedstaden Tirana med Elbasan gennem en moderne tunnelrute og er ca. 26–31 km lang. Motorvejen er en del af Paneuropæisk korridor VIII. En forlængelse mod Qafë-Thane nær den nordmakedonske grænse er under opførelse og ventes færdig omkring 2026–27.

#### Udvidelser og nye projekter
ARRSH har i 2025 igangsat eller planlagt flere større projekter:
- Tirana Bypass (Kashar–Vaqarr): Ny 21 km motorvejsstrækning, opdelt i faser med en forventet tosporet motorvej til 120 km/t.[185]

- Saranda Bypass: Et 3,5 km langt projekt med både tunnel og vejanlæg i planlægningsfase, finansieret med over 2,8 mia. lek.[186]

- National digital trafikovervågning: Et nyt landsdækkende kamerasystem til hastigheds- og trafikovervågning på de mest trafikerede veje er startet i 2025, med dækning af ca. 200 km. Fulddækning forventes at inkludere hele det nationale vejnet på ca. 3.650 km.[187]

### Lufthavne
Autoriteti i Aviacionit Civil er myndighed for den civile luftfart i Albanien. De har ansvaret for at koordinere den civile flytrafik i det albanske luftrum og de har ansvaret for landets civile lufthavne.
Deres mål er at det albanske luftrum bliver en del af det fælles europæiske luftrum.

#### Tirana internationale lufthavn
Tirana internationale lufthavn Nënë Tereza 11 km nordvest for Tirana er landets vigtigste lufthavn. I 2024 nåede passagertallet op på 10.708.975 passagerer, en vækst på cirka 48% sammenlignet med 2023.

Lufthavnen er hjemsted for Albaniens nationale luftfartselskab, Air Albania og Wizz Air.

#### Vlora
Vlora internationale lufthavn ligger 24 km nord for Vlora og 24 km sydvest for Fier. Den åbnede 8. maj 2025 da det første fly landede i lufthavnen.
Senere i 2025 vil der blive åbnet kommercielle flyruter. 

#### Kükes
Kükes internationale lufthavn Zayed (KFZ) ligger 3 km syd for Kükes. Lufthavnen har vanskelige indflyvningsforhold mellem høje bjerge som betyder at piloterne ikke kan gøre brug instrumentlandingssystemer. Der er nu god vejforbindelse fra Kükes til Tirana internationale lufthavn Nënë Tereza, som ligger 129 km og lidt mere end 1½ times bilkørsel derfra. Disse forhold har betydet, at det har været vanskeligt at tiltrække luftfartselskaber, som vil oprette kommercielle ruter til lufthavnen.
Der har været kommercielle flyvninger fra 2021, men siden sommeren 2023 har alle ruter været nedlagt.

### Havne
Durrës Havn er den travleste og største havn i landet, efterfulgt af havnene i Vlorë, Shëngjin og Limjon ved Sarandë.
Durrës Havn havde et passagertal på 675.000 i 2024, hvilket svarer til et fald på 6% i forhold til 2023. Havnen håndterede 7,3 millioner ton gods i 2024. Det svarer til 94-96% af den samlede godstransport i de albanske havne.

#### Færgeruter
Fra Durrës er der færgeruter til de italienske havne Ancona, Bari og Trieste. Fra Vlorë er der en færgerute til Brindisi (Italien). Fra Sarandë er der en færgerute til Corfu (Grækenland).

### Jernbaner
Albanske Jernbaner (Hekurudha Shqiptare) (HSH) statsejet og ansvarlig for togdriften på det albanske jernbanenet.

#### Jernbanelinjer der er i drift
Fra Elbasan til stationen Trenit Plazh, 4 km sydøst for Durrës kørte der indtil 7. februar 2025 et passagertog i hver retning fredag-søndag. Men da morgentoget blev afsporet nær landsbyen Përparim øst for Peqin blev driften indstillet. Fra 6. juni 2025 er driften genoptaget mellem Peqin and Plazh på ugedagene fredag-mandag.
Mellem Shkodër og Podgorica (Montenegro) kører der næsten dagligt 1 godstog i hver retning. I 4. kvartal 2024 blev der transporteret 133.600 ton gods. Mellem Shkodër og Bajzë varetages driften af Albanske Jernbaner.

#### Jernbaneprojekt Durrës-Tirana-Rinas
I november 2021 startede et projekt med renovering af den gamle jernbane mellem Durrës og Tirana. Projektet omfattede en forlængelse på 4 km til Tirana centrum og en ny sidebane til lufthavnen i Rinas. Rejsetiden fra Tirana centrum til "Moder Teresa" lufthavn vil være omkring 10 minutter med tog, mens det fra Tirana centrum til Durrës centrum vil tage cirka 26 minutter.
Projektet finansieres med 50% lån fra EBRD, 30% EU-støtte fra WBIF, og resten betales af staten. Budgetten ligger nu på 825-950 mio kr.
Der har været flere forsinkelser i projektet. Det nye mål er færdiggørelse senest august 2025 og togdrift begyndende tidligt i 2026. Elektrificeringen forventes nu at blive et separat projekt i en senere fase.

## Affaldshåndtering
Affaldshåndtering er en af de største miljømæssige udfordringer i Albanien. Landet producerede i 2023 omkring 1 million ton kommunalt affald, hvoraf størstedelen blev deponeret uden forbehandling. Genanvendelsesraten er lav – under 20 % – og adgang til organiseret affaldsindsamling varierer betydeligt mellem byer og landområder.
I 2021 vedtog regeringen en ny national strategi for affaldshåndtering, som støttes af Den Europæiske Union og internationale partnere som Verdensbanken og GIZ. Strategien har til formål at reducere deponering, øge sortering og genbrug, og etablere regionale affaldscentre. Implementeringen hæmmes dog af økonomiske og administrative udfordringer, især i mindre kommuner.
Nogle større lossepladser, som den ved Sharra uden for Tirana, er under ombygning til kontrollerede behandlingsanlæg. Samtidig findes der stadig omkring 150 uautoriserede lossepladser rundt i landet. Affaldsindsamling i de større byer varetages delvist af private firmaer, mens mange landsbyer og bjergområder mangler struktureret håndtering.
Ureguleret forbrænding af affald er et udbredt problem. Dette sker ofte i åbne områder, hvor især plastik og gummi afbrændes uden kontrol, hvilket fører til luftforurening og sundhedsfare for lokalbefolkningen. I 2016 blev en lov, der tillod import af affald, trukket tilbage efter massive folkelige protester og modstand fra miljøorganisationer.

### Miljøeffekter
Affaldshåndteringens mangler har flere alvorlige konsekvenser for miljø og sundhed:
- Jordforurening og grundvandsforurening opstår ved åbne lossepladser, hvor kemikalier og tungmetaller lækker ud i jorden.
- Luftforurening forværres af åben afbrænding, som udleder dioxiner og fine partikler.
- Havforurening fra affald i floder og vandløb ender ofte i Adriaterhavet og Det Ioniske Hav, hvor det skader biodiversitet og fiskeri.
- Emissioner af drivhusgasser, især metan fra deponier, bidrager til klimaforandringer.

En rapport fra GIZ peger på, at fremtiden for sektoren afhænger af øget borgerengagement, investeringer i infrastruktur og kapacitetsopbygning i de kommunale myndigheder.

## Demografi
Albanien har et anslået befolkningstal på ca. 2.811.655 (2023) indbyggere. Hovedparten af befolkningen (95%) er albanere. Landet har dog en væsentlig græsk minoritet. En række indbyggere med etnisk albansk baggrund bor endvidere i naboområderne Kosovo, Makedonien, Montenegro og Serbien. Sproget er albansk, men der tales dog også græsk, primært af den græske minoritet.

## Etniske minoriteter
Albanien er hjemsted for flere etniske minoriteter, som bidrager til landets kulturelle og sproglige mangfoldighed. Blandt de største grupper findes grækere, makedonere, romaer, aromunere (vlajer), serbere og montenegrinere.
Den græske minoritet er især koncentreret i det sydlige Albanien, primært i områder som Sarandë, Gjirokastër og Delvinë. Denne gruppe har en lang historie i regionen og opretholder deres sprog, traditioner og kulturelle institutioner.
Makedonerne bor hovedsageligt i det sydøstlige Albanien tæt på grænsen til Nordmakedonien, hvor de bevarer deres sprog og kulturelle praksisser. De er anerkendt som en officiel minoritet med visse rettigheder til uddannelse og brug af modersmålet.
Roma-folket findes spredt over hele landet og udgør en af de mest marginaliserede grupper. De møder ofte økonomiske og sociale udfordringer, herunder adgang til uddannelse og sundhedsydelser, men har en rig kulturel arv, især inden for musik og håndværk.
Aromunerne eller vlajerne er et traditionelt pastoralsamfund, der taler et eget sprog, som tilhører den romanske sprogfamilie. De bor i flere områder, især i de sydlige og centrale regioner, og opretholder mange af deres skikke og sociale strukturer.
Desuden findes mindre grupper af serbere og montenegrinere i de nordlige egne af Albanien nær grænserne til Kosovo og Montenegro. Disse grupper bevarer deres sprog og kulturelle identitet, men er mindre synlige i den offentlige debat.
Albanien har lovgivning til beskyttelse af minoriteters rettigheder, herunder retten til brug af eget sprog i uddannelse og offentlig administration i områder med betydelig minoritetsbefolkning. Internationale organisationer som Europarådet og FN overvåger regelmæssigt respekten for disse rettigheder i landet.

## Immigration
Albanien har historisk været et land med udvandring snarere end immigration, men de seneste årtier har landet oplevet en stigende tilstrømning af indvandrere og flygtninge, både fra nærliggende lande og længere væk. Denne ændring skyldes Albaniens økonomiske udvikling, politiske stabilitet og medlemskab af internationale organisationer som NATO og kandidatstatus til EU.
De vigtigste grupper af immigranter kommer fra nabolandene Kosovo, Nordmakedonien, Serbien og Grækenland, ofte på grund af etnisk tilhørsforhold, familiemæssige forbindelser eller økonomiske muligheder. Desuden er der et voksende antal asylansøgere og flygtninge fra konfliktramte områder som Syrien, Afghanistan og Irak, selvom deres antal stadig er relativt beskedent sammenlignet med større europæiske lande.
Immigrationen har bidraget til Albaniens demografiske sammensætning og økonomi, men har også skabt udfordringer inden for integration, arbejdsmarked og social inklusion. Albanien har derfor implementeret lovgivning og politikker for at regulere indvandring, beskytte rettigheder for migranter samt fremme integration i samfundet.
Den albanske regering samarbejder med internationale organisationer som EU, IOM og UNHCR for at forbedre migrationens styring og sikre humanitære standarder for alle migranter i landet.

## Albansk sprog
Albansk (shqip) er det officielle sprog i Albanien og tales af størstedelen af befolkningen. Det tilhører den indoeuropæiske sprogfamilie, men udgør en særskilt gren uden tætte slægtskaber med andre sprog.
Albansk har to hoveddialekter: Tosk, som tales i den sydlige del af landet og danner grundlaget for det officielle standardsprog, og Gheg, som tales i den nordlige del. Dialektforskellene omfatter udtale, grammatik og ordforråd.
Skriftsproget albansk benytter det latinske alfabet, som blev standardiseret under Kongres for det albanske alfabet i Manastir (Bitola) fra 14.–22. november 1908. Kongressen samlede omkring 150 delegerede, herunder indflydelsesrige intellektuelle som Mithat Frashëri og gjergj Qiriazi, og besluttede enstemmigt at afvise andre alfabetvarianter (herunder Istanbul‑alfabetet) til fordel for et 36‑bogstavs latinsk alfabet – den form der stadig bruges i dag.
Før standardiseringen var albansk skrevet i talrige forskellige alfabetvarianter afhængigt af religion og region:
- [[Latinske tegn blev brugt i Nordalbansktalende områder (katolsk tradition),
- [[Græske bogstaver i det sydlige område (ortodoks tradition),
- samt [[arabiske tegn (liqebaja) under osmansk-inspirerede muslimske miljøer. Intellektuelle forsøg på originale alfabetformer som Vithkuqi, Elbasansk og Todhri opstod især i det 18.–19. århundrede, men ingen blev almindeligt anvendt.
Desuden er det dokumenteret, at der før 1908 eksisterede [[op mod ti forskellige alfabetvarianter i formel brug i perioden ca. 1750–1850 – et unikt tilfælde i europæisk sammenligning for ét sprog, som det præsenteres i forskning af Robert Elsie blandt andre.
Albansk er ikke kun det primære sprog i Albanien, men tales også i Kosovo, Nordmakedonien, Montenegro, og af albanske diasporaer verden over. Sproget spiller en central rolle for den albanske identitet og kultur.

## Religion
Religionen i Albanien er blevet bevaret trods forbud under kommunisttiden. Ifølge den seneste officielle folketælling fra 2022/2023 bekender cirka 56% af befolkningen sig til islam, hvilket er den største religiøse gruppe i landet. Derudover udgør den albanske ortodokse tro omkring 18% af befolkningen, mens den romersk-katolske tro udgør 10%. Resten af befolkningen identificerer sig med andre religioner eller er uden tilknytning til religion.
Albanien har en lang tradition for religiøs sameksistens og tolerance mellem de forskellige trosretninger.

## Menneskerettigheder

### Vold mod kvinder og kønsbaseret vold
Omkring 60% af kvinder i landområder i Albanien oplever fysisk eller psykisk vold, og næsten 8% har været ofre for seksuel vold. I 2024 rapporterede politiet 5.445 sager om vold i hjemmet, hvoraf 3.822 ofre var kvinder og piger.
Statens revisionsorgan dokumenterede omkring 7.000 voldssager over fem år, hvor kvinder udgjorde 75% af ofrene. Af disse modtog kun 3,4% huslejestøtte fra kommunen. Mange beskyttelsesordrer overtrædes, og under 20 % af de udsatte kvinder modtager effektiv støtte.
Ifølge Albanian Femicide Observatorys første rapport (2024) blev 32 kvinder og piger dræbt mellem 2021 og 2023, heraf 24 som femicide. I 90% af tilfældene var gerningspersonen en partner eller nært familiemedlem.
Europarådets GREVIO-gruppe roste i 2024 Albanien for lovgivning mod kønsbaseret vold, men kritiserede den lave domfældelsesrate og begrænset adgang til krisecentre.
FN lancerede i 2023 fase 2 af programmet “Ending Violence Against Women in Albania” med fokus på økonomisk støtte og styrkelse af lokale krisecentre.

### LGBT+-rettigheder
Seksuelle forhold mellem personer af samme køn har været lovlige siden 1995, og kønsneutral diskriminationslovgivning blev indført i 2010. Ægteskab og partnerskab mellem personer af samme køn er dog ikke tilladt.
I 2024 opnåede Albanien en score på 36 % i ILGA-Europes indeks, hvilket placerede landet som nr. 28 ud af 49 lande — en nedgang siden 2015, hvor landet lå nr. 19.
I maj 2024 afholdt to lesbiske kvinder en uofficiel “bryllupsceremoni” i Tirana som protest mod manglende rettigheder. Det udløste stærk modstand på sociale medier.
Ifølge lokale NGO'er har ca. 40% af LGBT+-personer oplevet diskrimination offentligt, men kun 20% har anmeldt det til myndighederne.

## Sundhed og ernæring

### Universel sundhedsret og systemstruktur
Ifølge den albanske Grundlov (1998, revideret 2007) garanteres alle borgere en lige, gratis og universel ret til sundhedspleje. Artikel 55 stadfæster retten til gratis sundhedspleje, og retten til obligatorisk sundhedsforsikring er reguleret ved lov.
Sundhedsvæsenet organiseres i tre niveauer: primær sundhedspleje (grundlæggende behandling via lokale centre og klinikker), sekundær pleje (regionale eller distrikts-hospitaler), og tertiær pleje (specialiseret behandling på universitets- og større hospitalscentre såsom Mother Teresa Hospital i Tirana).
Siden januar 2016 har alle indbyggere i Albanien haft adgang til gratis primærpleje og akutte tjenester uanset forsikringsstatus, og med henvisning fra fastlæge gives adgang til gratis eller subsidieret hospitals- og specialistbehandling.

### Levealder og spædbørnsdødelighed
Levealderen ved fødslen var 79,25 år i 2025, en lille stigning fra 79,10 i 2024.
Spædbørnsdødeligheden faldt til 6,89 pr. 1 000 fødsler i 2025, fra 7,06 i 2024.

### Sygdomsmønstre og dødsårsager
Ifølge INSTAT's data for 2024 udgjorde hjerte-kar-sygdomme 39% af dødsårsagerne. Specifikt var iskæmisk hjertesygdom 23% og cerebrovaskulære lidelser 21%.
Tidligere data for 2022 viste en andel på 54,5% for sygdomme i kredsløbssystemet samlet, med 42% kroniske hjertesygdomme, 22,5% slagtilfælde og 22% iskæmisk sygdom.
Ulykker udgjorde omkring 1,95 % og selvmord 0,9 % af dødsårsagerne i 2024.

### Ernæring, kost og livsstil
Albanien havde i 2022 en gennemsnitlig tilgængelighed på 548 gram frugt og 1.033 gram grøntsager pr. indbygger pr. dag hvilket er blandt de højeste niveauer i Europa.
Forbruget af frugt og grønt medførte, at albanere i 2022 brugte i gennemsnit 16 kr. om dagen pr. person på disse fødevarer, næsthøjest i Europa efter Schweiz.
Albanien har hidtil haft en relativt lav forekomst af overvægt og fedme sammenlignet med resten af Europa, men tallet stiger i takt med ændrede kost- og livsstilsvaner.
I 2014 blev andelen af voksne med overvægt anslået til ca. 21,7 % (BMI ≥ 25), ifølge WHO-data for perioden 2010–2014. En National Survey fra 2018 viste, at ca. 21,3 % af voksne i Albanien var fedme (BMI ≥ 30).
I 2022 rapporterede Eurostat, at 56,5 % af albanske voksne over 16 år havde overvægt (BMI ≥ 25), hvilket placerer Albanien på en af de højeste placeringer i Europa, og viser en klar stigning.
Ifølge en prognose fra WHO’s Global Obesity Map forventes andelen af voksne med overvægt (BMI ≥ 25) at stige til cirka 37 % i 2035.
Den tidligere relativt lave overvægt har delvist været tilskrevet en middelhavspræget kost og fysisk aktivitet, men udviklingen tyder på et skift mod mere usunde vaner og stigende BMI-niveauer.

### Systemets effektivitet og udfordringer
Offentligt finansieret sundhedsvæsen i Albanien administreres via det Albanske Sygeforsikringsinstitut, oprettet ved lov nr. 7870 af 13. oktober 1994. Finansieringen baseres på en sundhedsbidragssats på 3,4 % af bruttolønnen, hvor både arbejdsgiver og arbejdstager hver betaler 1,7 %. Bidraget dækkede i 2013 omkring 74,1 % af det samlede offentlige sundhedsbudget, mens resten finansieres via generel beskatning.

### Systemets modernisering
Sundhedssektoren i Albanien moderniseres med betydelige investeringer i offentlige hospitaler og præhospitalt beredskab. Der er blandt andet gennemført renoveringer og opgraderinger af Universitetshospitalet i Tirana samt regionale hospitaler i Elbasan og Kukës. Etableringen af et nationalt akutcenter har styrket koordineringen af ambulanceberedskabet på landsplan, og uddannelse af paramedicinere samt udskiftning af ambulanceflåden indgår som centrale elementer i indsatsen.
Samtidig har den private sundhedssektor oplevet vækst med oprettelse af private hospitaler og klinikker, som tilbyder specialiserede medicinske ydelser.

## Uddannelse
I Albanien er uddannelsessystemet sekulært, gratis og obligatorisk, og det består af tre niveauer: grundskole, mellemskole og gymnasium.
Det akademiske år er opdelt i to semestre, som starter i september eller oktober og slutter i juni eller juli. Albanisk er undervisningssproget i landets offentlige uddannelsesinstitutioner.
Studiet af et første fremmedsprog er obligatorisk og undervises primært i folkeskoler og tosprogede skoler.
De mest udbredte sprog i skolerne er engelsk, italiensk, fransk og tysk.
Albanien har en forventet skolegangslængde på 16 år og en læsefærdighedsrate på 98,7 %, hvor mænd ligger på 99,2 % og kvinder på 98,3 %.

Den obligatoriske grundskoleuddannelse er opdelt i to niveauer: grundskole (1.–5. klasse) og mellemskole (6.–9. klasse). Eleverne skal gå i skole fra de er 6 år, indtil de fylder 16 år.
Efter gennemførelse af grundskolen kan alle elever fortsætte til gymnasiet, hvor de kan specialisere sig inden for fagområder som kunst, sport, sprog, naturvidenskab og teknologi.
Den videregående uddannelse er frivillig og har gennemgået omfattende reformer i overensstemmelse med principperne i Bologna-processen. Der findes mange private og offentlige højere læreanstalter i Albaniens større byer.
Den videregående uddannelse består af tre niveauer: bachelor, kandidat og ph.d.

## Kunst og arkitektur
Albansk kunsthistorie er dybt præget af en række antikke og middelalderlige civilisationer, traditioner og religioner. Den omfatter maleri, keramik, skulptur, mosaikker og arkitektur i et bredt spektrum af stil og regional variation. Under Det Byzantinske og Osmanniske rige blomstrede både kristen kunst og islamisk kunst – tydelige i bygninger og mosaikker landet over. Fremtrædende kunstnere som Onufri, Kolë Idromeno, David Selenica, Kostandin Shpataraku og Zografi-brødrene repræsenterer disse traditioner.

### Arkitektur
Albaniens arkitektur rækker tilbage til oldtiden og omfatter klassisk, byzantinsk og osmannisk arv. Større byer har udviklet sig fra middelalderlige fæstninger til centre med kirker, moskeer, pavepladser og håndværksbygninger. Mange islamiske moskeer og ornamenter i Berat og Gjirokastër fremviser tydelige osmanniske stilarter.
Historicismus, Art Nouveau og Neoklassicisme i 1800-tallet er særligt synlige i Korçë. I det 20. århundrede kom italiensk-inspireret arkitektur til udtryk i Tirana (fx Skanderbeg Square og ministerier), men også i Shkodër, Vlorë, Sarandë og Durrës.
Under det kommunistiske styre opførtes store socialistiske klassicisme-komplekser, brede boulevarder og offentlige pladser, mens mange historiske bygninger blev revet ned. Eksempler på den stil er mod Mother Teresa-pladsen, Tirana-pyramiden og Kongrespaladset.

### Verdensarv og bevaringsstatus
Albanien har blandt andet tre UNESCO-verdensarvslokaliteter med kulturel og natur-tyngde:
- Butrint (kulturelt, ført på listen i 1992)
- Den historiske centrum i Berat og Gjirokastër (2005/2008)
- Natur og kulturarv i Ohridregionen (udvidet med Albanien i 2019)

Ohridregionen står under pres fra turisme, ulovlig urbanisering og infrastrukturprojekter (f.eks. Corridor VIII og motorveje), hvilket UNESCO i 2024 advarer kan true områdets universelle værdi og bevaringsstatus.

### Moderne byggeri
I det 21. århundrede er moderne bygninger som Tirana Vertical Forest og Alban Tower opført i Tirana, som afspejler bæredygtighed og italiensk-inspireret arkitektur.
Tirana Vertical Forest er designet af Stefano Boeri Architetti og indgår som en del af Tiranas Masterplan 2030. Bygningen står på 21 etager over jorden og 4 underjordiske niveauer og blev forventet færdig omkring 2024. Facaden er beplantet med omkring 3.200 buske og 145 træer og åbner "som en blomst" mod byen. Vegetationen bidrager til at reducere CO₂-udslip (ca. 8 ton pr. år) og skabe et grønt mikroklima i et urbant miljø.
Alban Tower er et 105 m højt kontortårn på 25 etager, designet af Archea Associati og indviet i maj 2023. Arkitekturen er inspireret af italienske middelaldertårne såsom Palazzo della Signoria og Torre Velasca, og tårnet er karakteriseret ved fire "grene" der udvider sig opad fra en slank fod og dekorerede facader i grøn beton med Murano-glaspaneler. Byggeriet indgår i en omfattende genoplivning af Tiranas historiske centrum og rummer kontorer, restaurant, wellness-center og ambassader.

### Musik
Albansk musik har en rig og mangfoldig tradition, der spænder fra folkemusik til moderne genrer. Folkemusikken i Albanien er kendetegnet ved brugen af traditionelle instrumenter som lahuta (et enkeltstrenget strygeinstrument), çifteli (et tostrenget lut-instrument) og def (en type tromme). Den albanske folkemusik er især kendt for sine polyfone sangtraditioner, som er optaget på UNESCO’s liste over immateriel kulturarv.
I det 20. og 21. århundrede har moderne albansk musik udviklet sig med indflydelse fra både vestlige genrer som pop, rock og hiphop samt traditionel musik. Flere kunstnere med albansk oprindelse har opnået international succes og bidraget til at øge kendskabet til albansk kultur. Den britisk-albanske sangerinde Rita Ora fik sit gennembrud i 2012 med hits som "How We Do (Party)", og har siden markeret sig som en af Storbritanniens mest succesrige popkunstnere. Dua Lipa, født i London af albanske forældre fra Kosovo, har opnået global stjernestatus med sange som "New Rules" og "Levitating" og har vundet flere Grammy Awards.
Den amerikansk-albanske sangerinde Bebe Rexha er kendt for sine samarbejder med G-Eazy og David Guetta og har skrevet sange for kendte kunstnere som Eminem og Rihanna. Ava Max, der også har albanske rødder, brød igennem med megahittet "Sweet but Psycho" og er blevet kendt for sin teatralske popstil og stærke visuelle identitet.
Ermal Meta, født i Fier og opvokset i Italien, har opnået stor anerkendelse i det italienske musikmiljø med sine dybtfølte sange. Han har vundet Sanremo-festivalen og repræsenterede Italien i Eurovision Song Contest 2018.
Albaniens deltagelse i Eurovision Song Contest siden 2004 har også øget landets synlighed på den internationale musikscene.

### Opera
Opera har spillet en central rolle i udviklingen af Albaniens klassiske musiktradition, især i det 20. århundrede. Den første albanske opera, Mrika, blev komponeret af Prenkë Jakova og havde premiere i 1959 i Det Nationale Teater for Opera og Ballet i Tirana. Teatret blev grundlagt i 1953 og fungerer som landets førende institution for opera, ballet og symfonisk musik.
Albanske komponister som Kristo Kono, Tish Daija og Çesk Zadeja har bidraget til repertoiret med værker, der kombinerer vestlig klassisk tradition med albanske folkemusikelementer. Flere albanske operasangere har opnået international anerkendelse, herunder Inva Mula, som har sunget på førende operascener verden over, og Ermonela Jaho, der er kendt for sine følelsesladede fortolkninger af italienske og franske roller.
Opera i Albanien har traditionelt været statsstøttet og har spillet en vigtig rolle i den kulturelle dannelse i socialisttiden, hvor kunst blev set som et redskab til at fremme ideologiske værdier. Efter regimets fald er repertoiret blevet mere varieret og internationalt orienteret, og albanske operatalenter har i stigende grad gjort sig gældende på verdensscenen.

### Mode
Albanien har en voksende modeindustri, som kombinerer traditionelle elementer med moderne design. Landets traditionelt tøj og folkedragter er kendt for deres farverige broderier og detaljerede håndværk, som stadig inspirerer både lokale og internationale designere. De traditionelle dragter varierer regionalt og bruges ofte ved festlige lejligheder og kulturelle begivenheder, hvor de afspejler Albaniens rige historie og etniske mangfoldighed.
I de senere år har større albanske byer som Tirana, Durrës og Shkodër oplevet en opblomstring af modeevents og -messer, som tiltrækker unge designere og modeller. Albanske designere som Valdrin Sahiti og Marjan Peçi har opnået international anerkendelse og deltager ofte i modeshows i Milano, Paris og New York City.
Modeindustrien i Albanien er også en vigtig del af landets økonomi, med mange tekstilfabrikker, som eksporterer tøj og tilbehør til Europa og USA.
Derudover spiller sociale medier og influencers en stadig større rolle i at forme modebevidstheden blandt unge albanske forbrugere.

### Traditionel beklædning
De traditionelle albanske folkedragter varierer betydeligt fra region til region, både hvad angår farver, materialer og design.
For mænd inkluderer dragten ofte en hvid skjorte, en xhamadan-vest (ofte med dekorative broderier) og den karakteristiske uldhat kaldet qeleshe (også kendt som plis). Kvinders dragter er typisk rigt dekorerede med broderier og inkluderer lange kjoler eller skørter, farverige forklæder og hovedbeklædning som shami. I Nordalbanien er den klokkeformede xhubleta særlig karakteristisk.
Traditionel beklædning bæres ved kulturelle festivaler, bryllupper og nationale højtider og anses som et vigtigt symbol på albansk identitet.

### Medier
Albaniens forfatning garanterer både ytringsfrihed og pressefrihed.
I Press Freedom Index 2025 er Albanien rangeret som nummer 80 ud af 180, hvilket er en forbedring på 19 pladser siden 2024. Rapporten advarer dog om fortsatte udfordringer med politisk og erhvervsmæssig indblanding i medierne. Ifølge indeks-data påvirkes medieuafhængighed stadig af ejerskabskoncentration og svag lovgivning.
Det offentlige medieselskab Radio Televizioni Shqiptar (RTSH) driver flere radiokanaler og tv-kanaler, herunder nichekanaler for minoritetssprog som græsk, montenegrinsk og aromansk.
De største private fjernsyns-kanaler er Top Channel, TV Klan og Vizion Plus, som i 2022 tegnede sig for mere end 60 % af tv-sektorens omsætning (RTSH 80 % og Top Channel 79 % dækning af landet).
Ifølge Statistikorganisationen INSTAT omsatte medie- og programproduktion i 2022 for ca. 7,6 milliarder lek (~72 mio. €), og sektoren beskæftigede næsten 2.500 personer – en stigning på 12 % i omsætning og 4,5 % i ansatte.
Ifølge en undersøgelse fra juli 2023 bruger 82 % af albanere dagligt sociale medier som nyhedskilde, og der findes over 900 digitale nyhedsportaler i landet.
Mens der foreløbig er ingen officielle tal, vurderer RSF og SafeJournalists, at cirka 80 % af journalistiske sager berører overfiskede fiskebestande (eksempel på politisk pres og mangel på kildebeskyttelse).
Medielandskabet i Albanien er præget af høj ejerskabskoncentration, svag regulering og økonomisk afhængighed mellem politik og erhvervsliv. Der er behov for reformer, bedre juridisk beskyttelse af journalister og øget mediepluralisme.

### Køkken
Det albanske køkken er – ligesom de fleste middelhavs- og Balkan-nationer – stærkt påvirket af dets lange historie. Det landområde, der i dag er Albanien, er igennem historien blevet besat eller indlemmet i Grækenland, Serbien, Italien og det Osmanniske Rige, og hver gruppe har sat sine spor i det albanske køkken. Albaneres hovedmåltid er frokosten, der ofte serveres med en salat af friske grøntsager såsom tomater, agurker, grønne peberfrugter og olivener med olivenolie, eddike og salt. Det omfatter også en hovedret med grøntsager og kød. I kystbyerne Durrës, Sarandë og Vlorë findes der mange fiske- og skaldyrsspecialiteter. På steder beliggende langt over havets overflade spises ofte røget kød og syltet konserves.
- Den italienske ret cannoli er meget populær i Arbëreshë-regionerne
- Tarator er en afkølet drik med yoghurt og agurk, der også kendes fra blandt andet fra det bulgarske køkken
- Börek, en ret som det albanske køkken har arvet fra det Osmanniske køkken
- Albansk baklava - en ret, der normalt forbindes med det Osmanniske Rige
- Fyldte paprika med ris og tomatsovs

### Sport
Sport spiller en vigtig rolle i Albanien, både på amatør- og professionelt niveau. Fodbold er den mest populære sport i landet og nyder stor opbakning blandt befolkningen. Det albanske fodboldforbund (Federata Shqiptare e Futbollit) organiserer landets nationale ligaer og landshold. Det albanske herrelandshold kvalificerede sig til Europamesterskabet i fodbold 2016, hvilket blev betragtet som en historisk bedrift.
Ud over fodbold er volleyball, basketball og håndbold også populære sportsgrene i Albanien. Landet deltager jævnligt i internationale sportsbegivenheder som De Olympiske Lege og Middelhavslegene.
Traditionelle albanske sportsgrene inkluderer brydning og vægtløftning, hvor landet har opnået flere medaljer ved europæiske og verdensmesterskaber.
Sportsinfrastrukturen i Albanien er under udvikling, og der er i de senere år blevet investeret i opgradering af stadioner og sportsfaciliteter for at forbedre træningsmulighederne og tiltrække større internationale begivenheder.

## Berømte albanere
- Romerrigets illyriske kejsere, herunder Claudius II, Aurelian, Diocletian og Probus
- Nationalhelten Gjergj Kastrioti Skanderbeg (1405–1468), kendt for modstanden mod det Osmanniske Rige
- Mere end 25 osmanniske vesirer (statsministre), herunder Köprülü Mehmed Pasha og Köprülü Fazıl Ahmed Pasha
- Pave Clemens 11. (1700-tallet)
- Moder Teresa (1910–1997), nobelprisvinder og humanitær aktivist født i Skopje, med albanske rødder
- Kommunistlederen Enver Hoxha (1908–1985), leder af Albanien fra 1944 til 1985
- Fodboldspilleren Lorik Cana (f. 1983), tidligere landsholdskaptajn og professionel spiller i flere europæiske ligaer
- Forfatteren og digteren Ismail Kadare (f. 1936), internationalt anerkendt albansk forfatter
- Musikeren og komponisten Elton Deda
- Politikeren og tidligere præsident Bamir Topi
- Skuespilleren Bekim Fehmiu (1936–2010), kendt i både Albanien og internationalt
- Sangeren Dua Lipa (f. 1995), internationalt kendt popstjerne med albanske rødder
- Den tidligere fodboldspiller og træner Alban Bushi
- Forretningskvinden og aktivisten Mimoza Kusari-Lila
- Teknologileder Mira Murati, Chief Technology Officer hos OpenAI og en af de ledende figurer bag udviklingen af avanceret kunstig intelligens